# Zelinnoje (Kurgan)
Zelinnoje (russisch Цели́нное) ist ein Dorf (selo) in der Oblast Kurgan in Russland mit 5076 Einwohnern (Stand 14. Oktober 2010).

## Geographie
Der Ort liegt etwa 150 km Luftlinie südwestlich des Oblastverwaltungszentrums Kurgan im Süden des Westsibirischen Tieflands, gut 25 km von der Staatsgrenze zu Kasachstan entfernt, die dort vom Tobol-Nebenfluss Ui markiert wird. Es befindet sich am Flüsschen Maly Kotscherdyk (Kleiner Kotscherdyk), das sich wenig östlich des Dorfes mit dem Bolschoi Kotscherdyk (Großer Kotscherdyk) zum linken Tobol-Nebenfluss Kotscherdyk vereinigt.
Zelinnoje ist Verwaltungszentrum des Rajons Zelinny sowie Sitz und einzige Ortschaft der Landgemeinde (selskoje posselenije) Zelinny selsowet.

## Geschichte
Das Dorf wurde in der ersten Hälfte des 19. Jahrhunderts von Umsiedlern aus dem Gouvernements Pskow, Smolensk und Wladimir gegründet und nach dem Fluss als Nowo-Kotscherdyk bezeichnet („Neu-Kotscherdyk“; zwei bereits im 18. Jahrhundert entstandene Dörfer heißen Kotscherdyk, etwa 50 km westlich in der heutigen Oblast Tscheljabinsk gelegen, beziehungsweise Kasak-Kotscherdyk, 40 km südöstlich unterhalb der Kotscherdyk-Mündung am Tobol von Kosaken gegründet). Ab 1924 gehörte Nowo-Kotscherdyk zum neugebildeten Ust-Uiski rajon mit Sitz im 30 km südwestlich oberhalb der Mündung des Ui in den Tobol gelegenen ältesten Dorf der Region Ust-Uiskoje (gegründet 1743). 1953 wurde der Rajonverwaltungssitz in das zentraler gelegene Nowo-Kotscherdyk verlegt. 1963 erhielten Ort und Rajon den Namen Zelinnoje beziehungsweise Zelinny, von russisch zelina für Neuland (nach anderen Angaben nur der Rajon oder beide bereits 1962).

### Bevölkerungsentwicklung
| Jahr | Einwohner |
| ---- | --------- |
| 1959 | 2302      |
| 1970 | 4726      |
| 1979 | 5470      |
| 1989 | 6064      |
| 2002 | 5843      |
| 2010 | 5076      |

Anmerkung: Volkszählungsdaten

## Verkehr
Durch den Ort verläuft die Regionalstraße 37K-0003 (ehemals R328), die von Schumicha an der föderalen Fernstraße R254 Irtysch (ehemals M51) Tscheljabinsk – Omsk – Nowosibirsk kommend weiter nach Ust-Uiskoje führt. Im gut 80 km nördlich von Zelinnoje gelegenen Schumicha befindet sich auch die nächstgelegene Bahnstation an der Südroute der Transsibirischen Eisenbahn Samara – Tscheljabinsk – Omsk. Zelinnoje ist zudem Endpunkt der Regionalstraße 37K-0005 von Kurgan über Kurtamysch. In westlicher Richtung verläuft die 37K-0018 bis zur Grenze der Oblast Tscheljabinsk, dort weiter in das 60 km von Zelinnoje entfernte Rajonzentrum Oktjabrskoje.